# ورزشگاه الناصریه
ورزشگاه الناصریه ورزشگاهی چندکاربردی در ناصریه عراق می‌باشد. امروزه از آن بیشتر برای برپایی مسابقه‌های فوتبال و به عنوان ورزشگاه خانگی باشگاه فوتبال الناصریه استفاده می‌شود. این ورزشگاه گنجایش ۱۰۰۰۰ نفر تماشاچی را دارد.